# Kannanur do Sul
Kannanur do Sul é uma panchayat (vila) no distrito de Tiruchirappalli, no estado indiano de Tamil Nadu.

## Demografia
Segundo o censo de 2001, Kannanur do Sul tinha uma população de 11 045 habitantes. Os indivíduos do sexo masculino constituem 49% da população e os do sexo feminino 51%. Kannanur do Sul tem uma taxa de literacia de 71%, superior à média nacional de 59,5%: a literacia no sexo masculino é de 78% e no sexo feminino é de 64%; 11% da população está abaixo dos 6 anos de idade.